# Sachsenkam
Sachsenkam – miejscowość i gmina w Niemczech, w kraju związkowym Bawaria, w rejencji Górna Bawaria, w regionie Oberland, w powiecie Bad Tölz-Wolfratshausen, wchodzi w skład wspólnoty administracyjnej Reichersbeuern. Leży około 12 km na północny wschód od Bad Tölz, przy drodze B13.

## Polityka
Wójtem gminy jest Johann Schneil, poprzednio urząd ten obejmował Max Gast, rada gminy składa się z 12 osób.
|      | CSU/UW | Razem |
| 2008 | 12     | 12    |
| 2002 | 12     | 12    |